# Edwin Austin Abbey
Edwin Austin Abbey (Filadèlfia, 1852 – 1911) va ser un pintor i il·lustrador nord-americà. Va estudiar a l'Acadèmia de Belles Arts de Pennsilvània. Després va treballar per a Harper & Brothers i va ser enviat a Anglaterra, on va reunir material per a l'estampat de poemes i altres llibres. Va viure molt de temps al casal Morgan Hall prop de la ciutat de Fairford (Gloucestershire), on tenia el taller més gran de l'època.
La seva il·lustració de William Shakespeare és considerada la seva obra mestra. The Quest of the Holy Grail, una sèrie de panells que hi ha a la Biblioteca Pública de Boston, és potser la més famosa pintura. Va realitzar aquests enormes olis sobre llenç al seu taller anglès abans d'enviar-les als seu país natal. Va ser també el pintor oficial de la coronació del rei Eduard VII del Regne Unit.
El 1898 va ser elegit membre de l'American Academy of Arts and Letters. A l'inici de l'any 1911 va tenir problemes de salut quan pintava el mural Reading of the Declaration of Independence (Lectura de la declaració d'Independència) a Harrisburg. Li van diagnosticar un càncer del qual va morir l'1 d'agost a Londres. Va ser sebollit al cementiri de l'església Old St Andrew's Church al barri de Kingsbury. Des del 1996, el sepulcre és llistat com a monument.